# Emil Döllken
Emil Döllken (* 23. März 1903 in Essen; † 13. Februar 1962 in Hilversum, Niederlande) war ein deutscher Kommunalpolitiker und ehrenamtlicher Landrat (SPD).

## Leben und Beruf
Nach dem Schulbesuch studierte er Rechtswissenschaften und legte das erste und zweite Staatsexamen ab. Döllken war in Heiligenhaus als Rechtsanwalt tätig. Seit 1945 war er Mitglied der SPD, 1958 trat er aus der SPD aus. Er war verheiratet.
Dem Kreistag des Landkreises Düsseldorf-Mettmann gehörte er vom 17. Oktober 1948 bis 1961 an. Vom 11. November 1948 bis zum 10. April 1961 war er Landrat des Landkreises Düsseldorf-Mettmann.
Döllken war in verschiedenen Gremien des Landkreistags Nordrhein-Westfalen vertreten und von 1953 bis 1961 Mitglied der Landschaftsversammlung des Landschaftsverbandes Rheinland. Zudem gehörte er 1949 und 1954 jeweils der Bundesversammlung an, die Theodor Heuss zum Bundespräsidenten wählte.

## Sonstiges
Am 9. Mai 1961 wurde ihm das Bundesverdienstkreuz I. Klasse verliehen.